# Phoebe bootanica
Phoebe bootanica är en lagerväxtart som först beskrevs av Carl Daniel Friedrich Meisner, och fick sitt nu gällande namn av Mohan Gangopadhyay. Phoebe bootanica ingår i släktet Phoebe och familjen lagerväxter. Inga underarter finns listade i Catalogue of Life.